# Franz Fiedler (Komponist, 1852)
Franz Fiedler (* 16. Juni 1852 in Graz; † 13. Oktober 1915 ebenda) war ein österreichischer Komponist und Klavierlehrer.
Er war der erste Sohn von Franz Fiedler (I.) (1815–1876) und der aus Berlin stammenden Auguste Theresia Amalie geb. Lissmann (1820–1880), die eine Freundin Clara Schumanns war.
1870–75 war er Schüler in der Klasse Harmonielehre der Musikvereinsschule, seine Kompositionsversuche (Variationen für Klavier und Ouverture für Orchester) wurden bei Schülerkonzerten aufgeführt. Er unterrichtete an der Klavierschule Buwa in Graz, 1879 suchte er um Eröffnung einer eigenen Klavierschule an, die 1880 genehmigt wurde. Wilhelm Kienzl zählte ihn sogar zu den bedeutenden Komponisten der Steiermark in der Nachfolge von Robert Schumanns Klavierstil. Fiedler komponierte Klavierstücke und Lieder. 
Sein jüngerer Bruder Albert Fiedler (1855–1939) leitete die Klavierunternehmen Albert Fiedler & Sohn und wurde zum k.u.k. Hoflieferanten ernannt. 

## Werke (Auswahl)
Zu seinen Werken gehören op. 2 (Ballade für Klavier), op. 4 (Ideale, sieben Fantasiestücke für Klavier, F. v. Hausegger zugeeignet), op. 6 (Eine elegische Fantasie für Klavier, Georg Gottfried Müller zugeeignet), op. 7 (Stammbuchblätter. 10 kleine Kleine Charakterstücke für Klavier), o. op. (Auf Laßnitzhöhe [Waldfrieden], ein Idyll für Klavier) und op. 5 (Eine Helgoland-Symphonie). 